# Молина, Джейсон
Джейсон Молина (англ. Jason Andrew Molina, 30 декабря 1973 — 16 марта 2013) — американский певец, музыкант и автор текстов песен. Он пришёл к известности, выступая соло и со временными музыкантами в проекте Songs: Ohia в конце 1990-х. С 2003 года он обрёл ещё большую популярность среди поклонников инди при работе в группе Magnolia Electric Co..
Молина вёл плодотворную творческую жизнь, выпустив 16 студийных альбомов, 8 мини-альбомов и большое количество синглов. Критики отмечали, что его музыкальное творчество собрало в себе элементы инди-рока, блюза и альт-кантри.
В 2009 году Молина отменил назначенный тур с Magnolia Electric Co., сославшись на состояние здоровья.
Следующие четыре года он провёл в борьбе с алкоголизмом, который в марте 2013 года привёл к его смерти, вызванной полиорганной недостаточностью.

## Ранние годы
Молина родился 30 декабря 1973 года  в Оберлине, штат Огайо. Его отец был учителем средней школы.  У него был брат Аарон и сестра Эшли. Молина вырос в Лорейне, штат Огайо, промышленном городе в 25 милях к западу от Кливленда, и вырос в одноместном трейлере на озере Эри. Он начал играть на гитаре в возрасте десяти лет.
Учился в Оберлинском колледже, получив степень бакалавра искусств в 1996 году.  В начале он играл на бас-гитаре в различных хеви-метал группах в Кливленде и его окрестностях, а затем стал сольным исполнителем под вымышленным названием группы, нанимая других музыкантов для каждого проекта по мере необходимости.